# Catocala robinsoni
Catocala robinsoni (tên tiếng Anh: Robinson's Underwing) là một loài bướm đêm thuộc họ Erebidae. Nó được tìm thấy ở miền nam Ontario và New Hampshire phía nam đến Florida phía tây đến Oklahoma, Missouri và Arkansas và northward tới Illinois, Indiana và Michigan (ở đó nó is rare).
Sải cánh dài 70–80 mm. Con trưởng thành bay từ tháng 7 đến tháng 10 tùy theo địa điểm. Có thể có một lứa một năm.
Ấu trùng ăn Carya ovata, Juglans và Quercus alba.